# Sweet Talker
„Sweet Talker” este al treilea album de studio al artistei britanice Jessie J, lansat pe data de 13 octombrie 2014, de casa de discuri Lava Records si Republic Records. Rapperul american 2 Chainz, cântăreață americană Ariana Grande, și rapărița americana Nicki Minaj sunt inclusi pe album, în plus față de grupul hip-hop De La Soul si violonista Lindsey Stirling. Jessie a compus albumul și a lucrat cu The-Dream, Diplo, Tricky Stewart, Max Martin, Ammo si printre o serie de colaboratori din atat noi cat si vechi.
După lansare, albumul a primit recenzii mixte, în general, de la critici de muzică, dintre care unii a lăudat vocalele lui Jessie, confidența și producția. Albumul a fost precedat de lansarea single-ului principal "Bang Bang", împreuna cu Grande și Minaj, care a fost lansat pe data de 29 iulie 2014 și a fost întâmpinat cu aprecieri critice din partea criticilor de muzică. A devenit, de asemenea, un hit la nivel mondial, in fruntea topurilor din Marea Britanie, ajungand în top 10 în Australia, Canada, Danemarca, Noua Zeelandă, și ajungând în top 3 în Statele Unite, devenind cel mai de succes single a lui Jessie. În cele din urma single-ul Masterpiece a fost, de asemenea, de succes, ajungând în top-zece în Germania, Elveția și Austria, precum și de top-douăzeci în Australia și Noua Zeelandă. Mai mult decât atât, piesa a marcat Jessie J a cincea pe US Billboard Hot 100 hit, pe lânga Bang Bang.

## Single-uri
„Bang Bang” este primul single a albumului împreuna cu Ariana Grande și Nicki Minaj, a fost lansat pe 29 iulie 2014, de Lava Records si Republica Records, eticheta care găzduiește toate cele trei artiște, și este ca un single comun. Comercial, piesa a devenit un hit la nivel mondial, a debutat pe locul 6 în US Billboard Hot 100, și, eventual, ajungând pe locul 3, ceea ce face cel mai de succes cântec a lui Jessie care a debutat in clasamente. Acesta a ajuns, de asemenea, în top zece din Canada, Australia și Noua Zeelandă.
„Burnin' Up” a fost anunțat pe data de 19 septembrie Jessie a anunțat pe Instagram al doilea single oficial va fi impreună cu 2 Chainz. Single-ul a fost lansat pe data de 23 septembrie pe iTunes. Pe 22 septembrie, piesa a leakuit 24 de ore mai devreme decât era de așteptat. În ciuda lansări planificată în Regatul Unit, managerul lui Jessie J nu a reușit să-l lanseze la radio si ca un single digital.
„Sweet Talker” a fost confirmat ca al treilea single oficial în Marea Britanie și Irlanda. A fost adăugat la lista de redare a lui BBC Radio 1 pe data de 1 decembrie 2014. Din nou, în ciuda planificări în Regatul Unit, managerul lui Jessie J nu a reușit să-l lanseze din nou.
„Masterpiece” a fost lansat ca al treilea single de pe album. Initial lansat digital pe data de 7 octombrie 2014 ca un single promoțional, videoclipul a avut premiera pe data de 10 decembrie 2014 să il promoveze ca urmatorul single oficial. Single-ul a fost planificat pentru a fi adăugat în Marea Britanie la radio-urile de muzică contemporană pe data 23 martie 2015, dar nu a reușit să înțeleagă acest lucru pentru a treia oară. În ciuda acestui fapt, eforturile de fani a împins piesa să intre în Singles Chart din Marea Britanie, la 159.
„Ain't Been Done” a fost confirmat ca al patrulea single oficial de pe album prin intermediul contului de Twitter al serialului australian The Voice. Nu se știe dacă acest lucru singur va fi lansat în teritoriile din afara Australiei, cu toate acestea, va urma un traseu similar cu Masterpiece ca a fost din nou inițial lansate digital ca un single promoțional. Un videoclip liric oficial pentru piesa a fost lansat pe august 24 2015.

## Lista pieselor
| Sweet Talker — Standard edition |                                                  | |                                         |         |  |
| Nr.                             | Titlu                                            | Autor(i) | Producător(i)                           | Lungime |  |
| 1.                              | „Ain't Been Done”                                | David Gamson Emily Warren Scott Harris                                                                                         | Gamson                                  | 3:00    |  |
| 2.                              | „Burnin' Up” (featuring 2 Chainz)                | Jessica Cornish Andreas Schuller Eric Frederic Chloe Angelides Jacob Kasher Hindlin Rickard Göransson Gamal Lewis Tauheed Epps | Axident Ricky Reed                      | 3:40    |  |
| 3.                              | „Sweet Talker”                                   | Cornish Alessia DeGasperis Brigante Yonatan Ayal Maxime Picard Clément Picard Thomas Pentz James Somani                        | Diplo The Picard Brothers               | 3:42    |  |
| 4.                              | „Bang Bang” (with Ariana Grande and Nicki Minaj) | Max Martin Göransson Savan Kotecha Onika Maraj                                                                                 | Martin Göransson Ilya                   | 3:19    |  |
| 5.                              | „Fire”                                           | Steve Booker John Newman | Booker                                  | 3:56    |  |
| 6.                              | „Personal”                                       | Elle Varner Jenna Andrews William Wiik Larsen                                                                                  | Will IDAP                               | 3:54    |  |
| 7.                              | „Masterpiece”                                    | Josh Alexander Britt Burton Warren                                                                                             | Alexander                               | 3:40    |  |
| 8.                              | „Seal Me with a Kiss” (featuring De La Soul)     | Cornish Andrew Wansel Warren Felder George Clinton Philippé Wynne Kelvin Mercer Dave Jolicoeur                                 | Wansel Felder                           | 3:53    |  |
| 9.                              | „Said Too Much”                                  | Cornish Jonas Jeberg Sean Douglas Jason Evigan                                                                                 | Jeberg                                  | 3:34    |  |
| 10.                             | „Loud” (featuring Lindsey Stirling)              | Terius "The-Dream" Nash Christopher A. Stewart                                                                                 | Godz of Analog C. "Tricky" Stewart Nash | 4:33    |  |
| 11.                             | „Keep Us Together”                               | Louis Biancaniello Sevyn Streeter Stepan Taft Cory Rooney Ryan Vojtesak                                                        | Biancaniello Lifted Vojtesak            | 3:49    |  |
| 12.                             | „Get Away”                                       | Cornish Steve Mac Wayne Hector                                                                                                 | Mac Kuk Harrell                         | 3:50    |  |
| Lungime totală:                 | Lungime totală:                                  | Lungime totală: | Lungime totală:                         | 44:50   |  |

| Sweet Talker — Deluxe edition (bonus tracks) |                            |                                                                          |                   |         |  |
| Nr.                                          | Titlu                      | Autor(i)                                                                 | Producător(i)     | Lungime |  |
| 13.                                          | „Your Loss I'm Found”      | Cornish Hidde Huijsman Massimo Cacciapuoti Harrell Michel van der Zanden | The DFRNS Harrell | 3:37    |  |
| 14.                                          | „Strip”                    | Cornish Joshua Coleman Claude Kelly                                      | Ammo              | 3:33    |  |
| 15.                                          | „You Don't Really Know Me” | Cornish Lewis Allen                                                      | Harrell           | 3:55    |  |
| Lungime totală:                              | Lungime totală:            | Lungime totală:                                                          | Lungime totală:   | 55:55   |  |

## Certificări
| Țara         | Companie | Certificații (vânzări) |
| ------------ | -------- | ---------------------- |
| Regatul Unit | (BPI)    | 60,000                 |
| Brazilia     | (ABPD)   | 20,000                 |

Note
- reprezintă „disc de aur”;
- reprezintă „disc de argint”;

## Datele lansărilor
| Țară             | Dată              | Casă de discuri | Ediție                  |
| ---------------- | ----------------- | --------------- | ----------------------- |
| Regatul Unit     | 13 octombrie 2014 | Island Records  | Standard/Deluxe edition |
| La nivel mondial | 14 octombrie 2014 | Island Records  | Standard/Deluxe edition |